# Charin Boodhad
Charin Boodhad (thailändisch ชรินทร์ บุตรฮาด; * 25. Januar 1989 in Khon Kaen) ist ein thailändischer Fußballspieler.

## Karriere
Charin Boodhad erlernte das Fußballspielen in der Jugendmannschaft des Khon Kaen FC. Bei dem Verein aus Khon Kaen stand er bis Ende 2014 unter Vertrag. 2010 spielte der Verein in der zweiten Liga. Am Ende der Saison wurde er mit dem Verein Vizemeister und stieg somit in die erste Liga auf. Nach nur einer Saison musste man im folgenden Jahr wieder den Weg in die Zweitklassigkeit antreten. 2014 stieg er mit dem Verein als Tabellenvorletzter in die dritte Liga ab. Nach dem Abstieg verließ er den Verein und schloss sich im Januar 2015 dem Zweitligisten TTM FC an. Am Ende der Saison stieg er mit dem Verein in die dritte Liga ab. Nach dem Abstieg wurde der Verein aufgelöst. Die Saison 2016 stand er beim Drittligisten Loei City FC in Loei unter Vertrag. Mit dem Verein spielte er in der Northern Region der Liga. Nach einer Saison kehrte er 2017 für eine Spielzeit zu seinem ehemaligen Verein Khon Kaen FC zurück. Mit dem Drittligisten wurde er am Ende der Saison Meister der Upper Region und stieg somit wieder in die zweite Liga auf. Nach dem Aufstieg verließ er den Verein und schloss sich dem Drittligisten Ayutthaya United FC an. Mit dem Klub aus Ayutthaya spielte er ebenfalls in der Upper Region. Nach der Hinserie 2018 verließ er Ayutthaya und schloss sich im Mai 2018 dem Khon Kaen United FC an. Der Verein spielte in der vierten Liga, der Thai League 4. Mit Khon Kaen wurde er am Ende der Saison Vizemeister der North/Eastern Region und stieg in die dritte Liga auf. Ein Jahr später wurde er mit Khon Kaen Meister der Upper Region und stieg in die zweite Liga auf. Lamphun Warriors FC, ein Drittligist aus Lamphun nahm ihn anschließend bis August 2020 unter Vertrag. Im September 2020 wechselte er zum in der North/Eastern Region spielenden Muang Loei United FC. Von Anfang Dezember 2020 bis Mitte Mai 2022 war er vertrags- und vereinslos. Am 13. Mai 2022 verpflichtete ihn der in der Amateur League spielende Kokkratorn City FC. Im September 2022 unterschrieb er einen Vertrag beim Drittligisten Chanthaburi FC. Mit dem Verein aus Chanthaburi spielte er in der Eastern Region der Liga. Am Ende der Saison 2022/23 feierte er mit Chanthaburi die Meisterschaft sowie den anschließenden Aufstieg in die zweite Liga. Sein Zweitligadebüt gab Charin Boodhad am 12. August 2023 (1. Spieltag) im Auswärtsspiel gegen den Erstligaabsteiger Nakhon Ratchasima FC. Bei der 2:0-Niederlage wurde er in der 80. Minute für Bienvenido Marañón eingewechselt. Nach insgesamt 39 Ligaspielen wurde sein Vertrag im Sommer 2024 nicht verlängert. Im August 2024 verpflichtete ihn der in der North/Eastern Region spielenden Drittligist Khon Kaen FC.

## Erfolge
Khon Kaen FC
- Thai League 3 – Upper: 2017  ▲

Khon Kaen United FC
- Thai League 3 – Upper: 2019  ▲

Chanthaburi FC
- Thai League 3 – East: 2022/23  ▲